# Pademelon
Pademelon (Thylogale) – rodzaj ssaka z podrodziny kangurów (Macropodinae) w obrębie rodziny kangurowatych (Macropodidae).

## Zasięg występowania
Rodzaj obejmuje gatunki występujące w Australii (włącznie z Tasmanią) i Nowej Gwinei.

## Morfologia
Długość ciała 29–66,7 cm, długość ogona 27–57 cm; masa ciała samic 1,8–10 kg, samców 2,5–12 kg.

## Systematyka
Rodzaj zdefiniował w 1837 roku angielski zoolog John Edward Gray w artykule poświęconym opisowi kilku nowych lub mało znanych ssaków, głównie ze zbiorów Muzeum Brytyjskiego, opublikowanym na łamach The Magazine of Natural History and Journal of Zoology, Botany, Mineralogy, Geology and Meteorology. Jako gatunek typowy Gray wyznaczył (oznaczenie monotypowe) pademelona czerwonoszyjego (T. thetis).

### Etymologia
- Thylogale (Thylacogale): gr. θυλακος thulakos ‘wór’; γαλεή galeē lub γαλή galē ‘łasica’[9].
- Conoyces: etymologia nieznana, Lesson nie podał znaczenia nazwy rodzajowej[10]. Gatunek typowy (oznaczenie monotypowe): Didelphis brunii von Schreber, 1777

### Podział systematyczny
Do rodzaju należą następujące występujące współcześnie gatunki:
| Grafika | Gatunek                | Autor i rok opisu    | Nazwa zwyczajowa        | Podgatunki         | Rozmieszczenie geograficzne | Podstawowe wymiary                        | Status IUCN |
| ------- | ---------------------- | -------------------- | ----------------------- | ------------------ | --- | ----------------------------------------- | ----------- |
|         | Thylogale billardierii | (Desmarest, 1822)    | pademelon rudobrzuchy   | gatunek monotypowy | Australia (Tasmania (w tym wyspy Schouten, Wyspa Bruny i De Witt Island)                                                                                       | DC: 56–63 cm DO: 32–42 cm MC: 2,4–12 kg   | LC          |
|         | Thylogale thetis       | (Lesson, 1828)       | pademelon czerwonoszyi  | gatunek monotypowy | Australia (południowo-wschodni Queensland (od Gladstone) do południowo-wschodniej Nowej Południowej Walii (Illawarra))                                         | DC: 29–62 cm DO: 27–51 cm MC: 1,8–9,1 kg  | LC          |
|         | Thylogale stigmatica   | (Gould, 1860)        | pademelon czerwononogi  | 4 podgatunki       | Australia (wybrzeże Queenslandu do środkowej Nowej Południowej Walii) i Papua-Nowa Gwinea (obszary sawannowe i trawiaste Trans-Fly w południowej Nowej Gwinei) | DC: 39–54 cm DO: 30–47 cm MC: 2,5–6,8 kg  | LC          |
|         | Thylogale browni       | (Ramsay, 1887)       | pademelon nowogwinejski | 2 podgatunki       | północna i wschodnia Nowa Gwinea w Indonezji i Papui-Nowej Gwinei; introdukowany na wyspie Yapen i kilku wyspach z Archipelagu Bismarcka                       | DC: 49–67 cm DO: 30–52 cm MC: 3–9,1 kg    | VU          |
|         | Thylogale brunii       | (von Schreber, 1778) | pademelon śniady        | gatunek monotypowy | Wyspy Kai, Wyspy Aru oraz południowa i południowo-wschodnia Nowa Gwinea (Indonezja i Papua-Nowa Gwinea)                                                        | DC: 46–60 cm DO: 31–57 cm MC: brak danych | VU          |
|         | Thylogale calabyi      | Flannery, 1992       | pademelon stokowy       | gatunek monotypowy | Papua-Nowa Gwinea (nierównomiernie we wschodniej części Gór Centralnych (Giluwe, Góra Wilhelma i Mount Albert Edward)                                          | DC: 33–55 cm DO: 25–46 cm MC: brak danych | EN          |

Kategorie IUCN:  LC  – gatunek najmniejszej troski,  VU  – gatunek narażony,  EN  – gatunek zagrożony.
Opisano również gatunki wymarłe:
- Thylogale christenseni Hope, 1981[13] (Nowa Gwinea; holocen).
- Thylogale ignis Flannery, Rich, Turnbull & Lundelius, 1992[14] (Australia; pliocen).